# Petrogliefen van het Onegameer en de Witte Zee
De Petrogliefen van het Onegameer en de Witte Zee (Russisch: Петроглифы Онежского озера и Белого моря) is de inschrijvingsnaam waaronder een groep van drieëndertig sites waar petrogliefen zijn gevonden in de Russische republiek Karelië zijn geregistreerd op de UNESCO werelderfgoedlijst. Dit cultureel erfgoed werd in juli 2021 tijdens de 44e sessie van de Commissie voor het Werelderfgoed door deze laatste erkend als werelderfgoed.
De bescherming omvat meer dan 4.600 rotstekeningen die tijdens het late neolithicum, in het 5e millennium v.Chr., in de rotsen werden uitgehouwen. Het is een van de grootste vindplaatsen in zijn soort in Europa, waarvan de rotstekeningen de neolithische cultuur in Fennoscandië documenteren. De groepsregistratie omvat 33 sites in twee deelverzamelingen die 300 km van elkaar verwijderd zijn: 
- 22 petrogliefensites aan de oostelijke oevers van het Onegameer, in het zuidoostelijk Karelisch district Poedozj, met meer dan 1.200 figuren enerzijds,

- en 11 sites aan de kusten van de Witte Zee met 3.411 petrogliefen, in het oostelijk Karelisch district Belomorsk.

De rotskunstfiguren bij het Onegameer stellen hoofdzakelijk vogels, dieren, half-menselijke en half-dierlijke figuren voor, alsook geometrische vormen die de maan en de zon zouden kunnen symboliseren. De petrogliefen van de Witte Zee bestaan hoofdzakelijk uit gravures die jacht- en navigatietaferelen voorstellen, met de bijbehorende uitrusting, alsook dier- en menselijke voetafdrukken. De rotstekeningen worden in verband gebracht met nederzettingen en begraafplaatsen.